# 한국은행 기준금리
한국은행 기준금리(韓國銀行 基準金利, The Bank Of Korea basemoney rate)는 금리 체계의 기준이 되는 금리이다. 대한민국에서는 기준금리를 한국은행 소속 기관인 금융통화위원회에서 1년에 8번 결정하며, 금융 기관과 환매조건부증권(RP) 매매, 자금조정 예금 및 대출 등의 거래를 할 때 기준이 되는 정책금리이다. 한국은행은 기준금리를 7일물 RP매각시 고정입찰금리로, 7일물 RP매입시 최저입찰금리로 사용한다. 
한국은행 금융통화위원회는 통화정책의 목표인 물가 안정을 달성하기 위해 물가 동향, 국내외 경제 상황, 금융 시장 여건 등을 종합적으로 고려하여 기준금리를 결정한다. 결정된 기준금리는 초단기금리인 콜금리에 영향을 주고, 다시 장단기 시장금리, 예금 및 대출 금리 등의 변동으로 이어져 궁극적으로 실물 경제 활동에 영향을 미치게 된다. 

## 시장에 미치는 영향
기준금리가 인상되면 시중의 돈을 흡수하기 때문에 통화량이 줄어들고 과열된 경기를 꺼지게하는 효과가 있다. 반면, 기준금리가 인하되면 시중에 돈이 풀려 통화량이 늘어나 경기가 되살아나게 된다. 또한 기준금리가 인상되면 주가가 떨어지기도 하며 환율이 내려가기도 한다. 만약 인하될 경우에는 반대의 현상이 나타난다. 그러나 이것은 이론적인 효과이며, 실제 경기에서는 전혀 다른 양상이 나타날 수도 있다. 흔히 정부정책자들은 국가경제의 정책으로써 금리로 대변되는 '통화정책', 정부지출로 대변되는 '재정정책' 중에서 하나를 선택하는데, 이때 집권자의 성향에 따라 선택하게 되며, 이는 곧 국가경제에 직접적인 영향력을 행사하게 된다.

## 시장 금리에 미치는 영향
기준금리가 인상되면 실제 시장의 여러 금리도 인상된다. 반대로 인하될 경우엔 시장 금리도 인하되며, 또한 그렇게 되도록 일부러 유도한다. 그러나 기준금리도 운용 목표치에 불과하기에, 실제로 시장 금리는 자금의 수요자와 공급자에 의해 결정된다. 한국은행이 제시하는 기준금리는 채권의 매매, 금융 기관의 지급준비율 또는 재할인율 등의 통화정책을 이용하여 물가와 통화량에 직접 영향을 주기 때문이다. 또한, 시중 은행을 포함한 금융 기관들은 기준금리를 기준으로 삼아 금리를 책정하기도 한다. 따라서 기준금리가 오르면 시장 금리도 오르고, 기준금리가 내리면 시장 금리도 내리는 것이 보통의 현상이다. 통상 한국은행의 기준금리는 국내은행들의 시중금리에 영향을 미치지만, 미국 연방준비은행의 기준금리 변동은 한국은행의 기준금리 결정에 지대한 영향을 미치게 되는데, 이는 미국 연방준비은행의 기준금리 변동에 따른 자본의 대량 유출 또는 유입에 대비하기 위해서이다. 

## 기준금리 변경
2008년 2월까지는 콜금리를 기준금리로 사용했으나, 3월부터는 정금리를 기준금리로 사용하기 시작했다. 

## 기준금리 변동
다음 표는 기준금리의 변동을 나타낸 것이다. 
| 변경일자         | 기준금리 | 기준금리 변동량 |
| ---------------- | -------- | --------------- |
| 1999년 5월 6일   | 4.75%    |                 |
| 2000년 2월 10일  | 5.00%    | +0.25%p         |
| 2000년 10월 5일  | 5.25%    | +0.25%p         |
| 2001년 2월 8일   | 5.00%    | -0.25%p         |
| 2001년 7월 5일   | 4.75%    | -0.25%p         |
| 2001년 8월 9일   | 4.50%    | -0.25%p         |
| 2001년 9월 19일  | 4.00%    | -0.50%p         |
| 2002년 5월 7일   | 4.25%    | +0.25%p         |
| 2003년 5월 13일  | 4.00%    | -0.25%p         |
| 2003년 7월 10일  | 3.75%    | -0.25%p         |
| 2004년 8월 12일  | 3.50%    | -0.25%p         |
| 2004년 11월 11일 | 3.25%    | -0.25%p         |
| 2005년 10월 11일 | 3.50%    | +0.25%p         |
| 2005년 12월 8일  | 3.75%    | +0.25%p         |
| 2006년 2월 9일   | 4.00%    | +0.25%p         |
| 2006년 6월 8일   | 4.25%    | +0.25%p         |
| 2006년 8월 10일  | 4.50%    | +0.25%p         |
| 2007년 7월 12일  | 4.75%    | +0.25%p         |
| 2007년 8월 9일   | 5.00%    | +0.25%p         |
| 2008년 8월 7일   | 5.25%    | +0.25%p         |
| 2008년 10월 9일  | 5.00%    | -0.25%p         |
| 2008년 10월 27일 | 4.25%    | -0.75%p         |
| 2008년 11월 7일  | 4.00%    | -0.25%p         |
| 2008년 12월 11일 | 3.00%    | -1.00%p         |
| 2009년 1월 9일   | 2.50%    | -0.50%p         |
| 2009년 2월 12일  | 2.00%    | -0.50%p         |
| 2010년 7월 9일   | 2.25%    | +0.25%p         |
| 2010년 11월 16일 | 2.50%    | +0.25%p         |
| 2011년 1월 13일  | 2.75%    | +0.25%p         |
| 2011년 3월 10일  | 3.00%    | +0.25%p         |
| 2011년 6월 10일  | 3.25%    | +0.25%p         |
| 2012년 7월 12일  | 3.00%    | -0.25%p         |
| 2012년 10월 11일 | 2.75%    | -0.25%p         |
| 2013년 5월 9일   | 2.50%    | -0.25%p         |
| 2014년 8월 14일  | 2.25%    | -0.25%p         |
| 2014년 10월 15일 | 2.00%    | -0.25%p         |
| 2015년 3월 12일  | 1.75%    | -0.25%p         |
| 2015년 6월 11일  | 1.50%    | -0.25%p         |
| 2016년 6월 9일   | 1.25%    | -0.25%p         |
| 2017년 11월 30일 | 1.50%    | +0.25%p         |
| 2018년 11월 30일 | 1.75%    | +0.25%p         |
| 2019년 7월 18일  | 1.50%    | -0.25%p         |
| 2019년 10월 16일 | 1.25%    | -0.25%p         |
| 2020년 3월 17일  | 0.75%    | -0.50%p         |
| 2020년 5월 28일  | 0.50%    | -0.25%p         |
| 2021년 8월 26일  | 0.75%    | +0.25%p         |
| 2021년 11월 25일 | 1.00%    | +0.25%p         |
| 2022년 1월 14일  | 1.25%    | +0.25%p         |
| 2022년 4월 14일  | 1.50%    | +0.25%p         |
| 2022년 5월 26일  | 1.75%    | +0.25%p         |
| 2022년 7월 13일  | 2.25%    | +0.5%p          |
| 2022년 8월 25일  | 2.50%    | +0.25%p         |
| 2022년 10월 12일 | 3.00%    | +0.50%p         |
| 2022년 11월 24일 | 3.25%    | +0.25%p         |
| 2023년 1월 13일  | 3.50%    | +0.25%p         |

## 같이 보기
- 금리
- 한국은행
- 금융통화위원회
- 퍼센트 포인트(%p)